# Кутугин, Егор Алексеевич
Егор Алексеевич Кутугин (род. 9 сентября 1987, Тюмень) — российский хоккеист, защитник. Тренер.

## Биография
Воспитанник тюменского хоккея, начинал играть за «Газовик-Универ» Тюмень (1 лига) и «Газовик-Старт» Ялуторовск (2 лига, оба — 2003/04 — 2006/07), «Ермак» Ангарск (2007/08), тюменские «Газовик» и «Газовик-СибГУФК» / «Газовик-2» (2007/08 — 2009/10).
Восемь сезонов отыграл в ВХЛ за клубы «Южный Урал» Орск (2010/11), «Зауралье» Курган (2011/12), «Рубин» Тюмень (2012/13, 2016/17 — 2017/18), «Кубань» Краснодар (2013/14 — 2014/15), «Торпедо» Усть-Каменогорск (2015/16), «Сокол» Красноярск (2016/17), «Молот-Прикамье» Пермь (2017/18).
Выступал в чемпионате Казахстана за «Бейбарыс» Атырау (2018/19 — 2019/20). В конце сезона-2019/20 и начале следующего сезона выступал в чемпионате Украины за «Донбасс» Донецк. Вернувшись в Казахстан, играл за «Иртыш» Павлодар (2020/21), «Актобе» (2020/21 — 2021/22) и «Бейбарыс» (2022/23 — 2023/24).
Завершив карьеру в начале 2024 года, стал тренером в «Бейбарысе».
Бронзовый призёр ВХЛ («Рубин»). Серебряный призёр чемпионата Украины. Чемпион и бронзовый призер чемпионата Казахстана («Бейбарыс»).
Бронзовый призёр хоккейного турнира зимней Универсиады 2013 года.